# John Presper Eckert

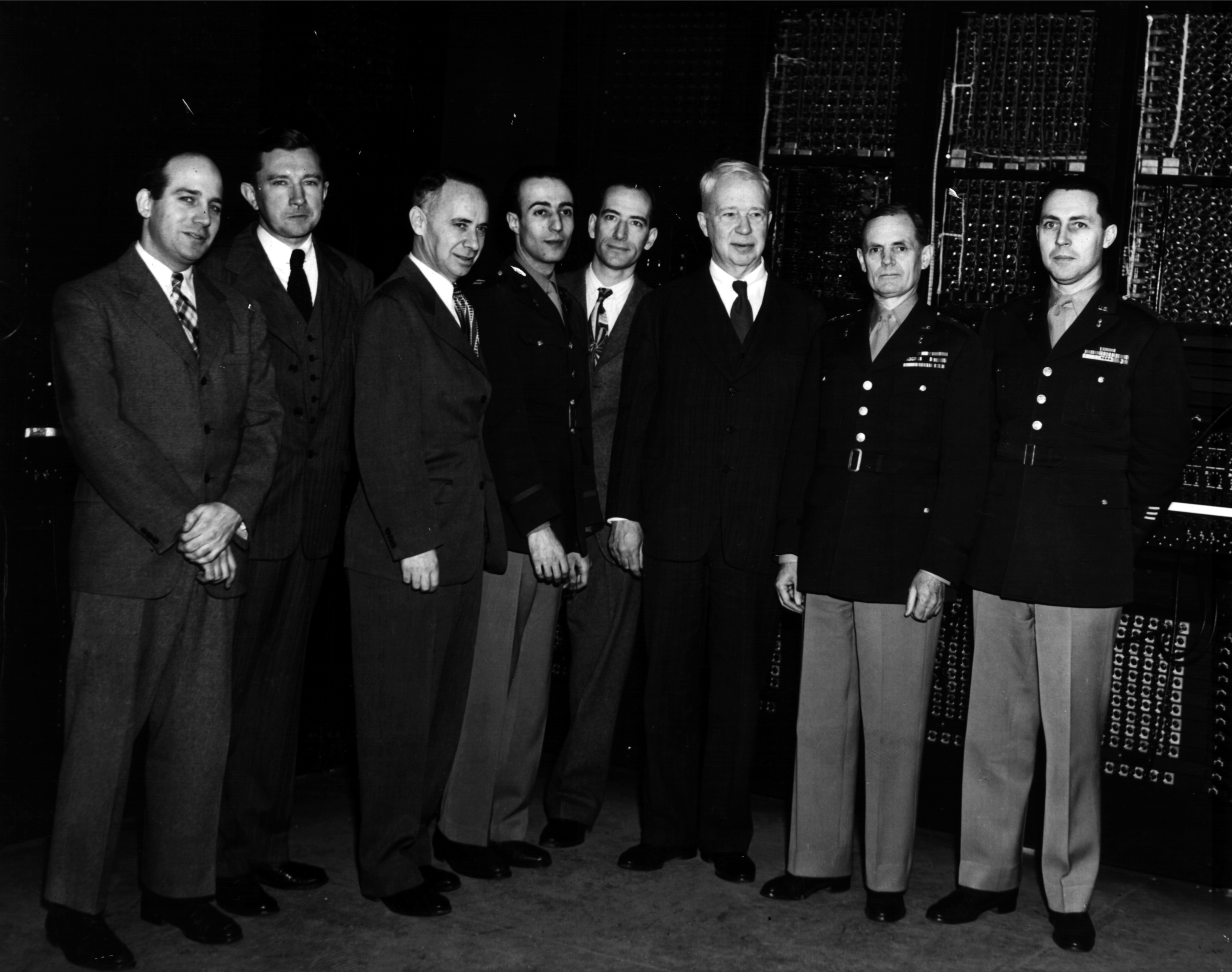
Postaci związane z projektem ENIAC; pierwszy z lewej J. Presper Eckert

John Presper Eckert (ur. 9 kwietnia 1919 w Filadelfii, zm. 3 czerwca 1995) – inżynier amerykański.
Uzyskał tytuł bachelor of science na Uniwersytecie Pensylwanii w 1941 roku.
Tytuł Master of Science uzystał na Moore School of Electrical Engineering przy Uniwersytecie Pensylwanii.
W latach 1942–1943 zaangażował się w ulepszenie analizatora różnicowego projektu Vannevara Busha, wynalezionego na Massachusetts Institute of Technology.
W latach 40. XX wieku pracował jako naczelny inżynier przy tworzeniu komputera ENIAC według pomysłu Johna W. Mauchly’ego.
Zastosowanym przez niego ulepszeniem było wykorzystanie zbiornika z rtęcią jako pamięci centralnej. Takie rozwiązanie zostało zastosowane w komputerze EDVAC.
Wraz z Mauchly’m założył Electronic Control Company w październiku 1946 roku. Później nazwa została zmieniona na Eckert-Mauchly Computer Corporation. Przedsiębiorstwo zajmowało się budową nowych komputerów, w tym pierwszego na świecie komercyjnego komputera UNIVAC I w 1951 roku.
Eckert-Mauchly Computer Corporation została wykupiona w 1950 przez Remington Rand, a Eckert został w jej oddziale mianowany m.in. dyrektorem ds. inżynieryjnych, wiceprezesem i dyrektorem ds. inżynierii komercyjnej. Po scaleniu Burroughs Corporation i Remington Rand w firmę Unisys, Eckert pozostał w Unisysie jako konsultant, gdzie pozostał do emerytury, na którą przeszedł w 1989 roku.